# Марко Санудо

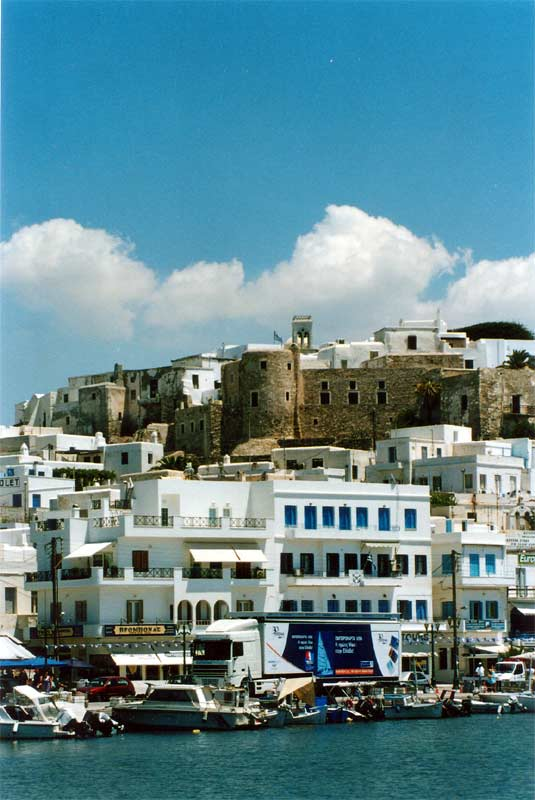
Фортеця в Хорі на острові Наксос

Марко Санудо (близько 1153 – між 1220 та 1230, найбільш ймовірно в 1227) — венеційський купець, засновник Наксоського герцогства та його перший правитель. Був племінником венеційського дожа Енріко Дандоло. Брав участь у Четвертому Хрестовому Поході.
В 1207 Марко Санудо зібрав флот і захопив декілька островів Кікладського архіпелагу, в тому числі Наксос, Парос, Антипарос, Санторіні, Анафі, Мілос, Фолегандрос, створивши державу, що стала відома як Наксоське герцогство. В 1210 році імператор Латинської імперії Генріх I Фландрський проголосив Санудо герцогом Наксоським. Марко Санудо побудував знаменитий замок в Хорі на острові Наксос і заснував династію Санудо, яка правила Наксоським герцогством до 1362 року. 
Йому спадкував син Анджело Санудо.